# سرهی زینزیروک
سرهی زینزیروک (انگلیسی: Serhiy Dzyndzyruk؛ زادهٔ ۱ مارس ۱۹۷۶) بوکسور اهل اوکراین بود.